# Târgoviște
Târgoviște és una ciutat al județ de Dâmbovița. Té una població de 79.610 habitants, segons registrà el cens de 2011. Va ser la capital entre els anys 1396 i 1714 i un destacat centre econòmic, politicomilitar i cultural-artístic de Romania.

## Fills il·lustres
- Nicolae Abramescu (1884-1947), matemàtic